# The Legend of Zelda: Oracle of Seasons
The Legend of Zelda: Oracle of Seasons, i Japan kendt som Zelda no Densetsu Fushigi no Ki no Mi Daichi no Shō (ゼルダの伝説 ふしぎの木の実 大地の章 Zeruda no Densetsu Fushigi no Ki no Mi Daichi no Shō, lit. "The Legend of Zelda: Nut of the Mysterious Tree: Chapter of Earth"), er spil nummer syv/otte i The Legend of Zelda- spilserien. Spillet udkom i 2001 til Game Boy Color.
I forhold til Oracle of Ages, som mest er et gådebaseret eventyr, så er Oracle of Seasons et mere actionorienteret spil.
Man (Link) starter med at blive sendt til landet holodrum af the Triforce. Efter ankomsten er man først bevidstløs og bliver fundet af en pige der hedder Din. Hun er en dygtig danser, men også oraklet af årstiderne (the oracle of seasons).
Man når dog knap at møde hende før hun bliver kidnappet af Onox generalen af mørket (Onox the general of darkness).
Han fanger hende i en slags krystal og sænker årstidernes tempel (the temple of seasons) ned i en anden verden, hvilket får årstiderne til at gå berserk – vinter bliver til sommer midt i det hele og det skifter næsten konstant. Det bliver så ens opgave at få styr på årstiderne igen ved at samle de 8 essenser og befri Din.

## Ekstern henvisning
- Officiel hjemmeside for Zelda serien – bl.a. info, ofte stillede spørgsmål og guider Arkiveret 6. april 2007 hos  Wayback Machine

| computerspil | Spire Denne computerspilsrelaterede artikel er en spire som bør udbygges. Du er velkommen til at hjælpe Wikipedia ved at udvide den. |